# Bakanas
Bakanas es una localidad de la provincia de Almatý, al sureste de Kazajistán, con una población de unos 5000 habitantes (censo de 2009).
Es el lugar de nacimiento de la atleta especialista en carreras de fondo Irina Mikitenko (1972-).